# Thylacoptera albipuncta
Thylacoptera albipuncta là một loài bướm đêm thuộc phân họ Arctiinae, họ Erebidae.